# Димчо Маринов
Димчо Маринов е бивш български футболист. Дългогодишен полузащитник на Рилски спортист. Има над 400 мача с екипа на Рилецо
Играл е в А, Б и В футболни групи. Маринов е водеща фигура в състава на „скиорите“ от 2006/07, когато играят в А група. След края на сезон 2010/11 става президент на отбора, но все още продължава да е и футболист. В началото на 2013 г. си подава оставката като президент на „Рилецо“.

## Кариера на треньор
От лятото на 2010 г. Димчо Маринов сформира едноименна детска футболна школа, като за начало в нея се включват над 50 деца.